# Electroman
Electroman — четвёртый студийный альбом итальянского диджея и музыкального продюсера Бенни Бенасси. Выпущен 7 июня 2011 года на Ultra Records.

## Синглы
- «Spaceship» — первый сингл был выпущен 25 мая 2010 на iTunes. Песня исполнена R&B певицей Келис, солистом Black Eyed Peas apl.de.ap и певцом Jean Baptiste. Премьера клипа была 28 июня 2010 года на VEVO. Песня достигла № 18 на UK Dance Chart.
- «House Music» был выпущен 23 ноября 2010 на iTunes.
- «Electroman (совместно с T-Pain)» был выпущен как третий сингл 29 января 2011. Видеоклип вышел раньше на четыре дня.
- «Beatiful People» был включён в альбом, однако не вышел как сингл. Песня стала международным хитом возглавив US Hot Dance Club Songs, а также пробралась в топ-10 в Австралии, Ирландии, Новой Зеландии, Шотландии и Великобритании. В других европейских странах песня попала в топ-40.
- «Cinema» (совместно с Gary Go) был выпущен 8 марта 2011 года. Премьера клипа была 28 марта 2011. В Великобритании песня была выпущена 24 июля 2011 года и дебютировала на № 53 в UK Singles Chart, а позже достигла № 20. В UK Dance Chart достигла № 13, а позже поднялась на № 6. В Шотландии дебютировала на № 34, а позже поднялась на № 14.

## Список композиций
1. «Good Girl»
2. «Rather Be» (featuring Shanell)
3. «Spaceship» (featuring Kelis, apl.de.ap, and Jean-Baptiste)
4. «Beautiful People»
5. «My House» (featuring Jean-Baptiste)
6. «House Music»
7. «Cinema» (featuring Gary Go)
8. «Electroman» (featuring T-Pain)
9. «Automatic B»
10. «Control» (featuring Gary Go)
11. «Leave This Club Alone» (featuring Dhany)
12. «Close to Me» (featuring Gary Go)

| №   | Название                                         | Длительность |
| --- | ------------------------------------------------ | ------------ |
| 13. | «Cinema (Skrillex Remix)» (featuring Gary Go)    | 5:07         |
| 14. | «All the Way (Live)» (featuring Ying Yang Twins) | 3:34         |

| №   | Название                                                         | Длительность |
| --- | ---------------------------------------------------------------- | ------------ |
| 15. | «Put It On Me» (featuring Pitbull)                               |              |
| 16. | «Electroman (John Dahlbäck Instrumental)» (featuring T-Pain)     |              |
| 17. | «Dub Rain»                                                       |              |
| 18. | «Spaceship (video)» (featuring Kelis, apl.de.ap & Jean-Baptiste) |              |
| 19. | «Cinema (video)» (featuring Gary Go)                             |              |

## История релизов
| Страна   | Формат | Дата         |
| -------- | ------ | ------------ |
| Франция  | ЦД     | 6 июня 2011  |
| США      | CD, ЦД | 6 июня 2011  |
| Германия | CD     | 7 июня 2011  |
| Италия   | CD, ЦД | 28 июня 2011 |